# Agathidium cheneyi
Espèce
Agathidium cheneyi est une espèce de coléoptères de la famille des Leiodidae.

## Une curiosité de la nomenclature
Son nom spécifique cheneyi fait référence à Dick Cheney. Il a été donné par deux anciens entomologistes de l'université Cornell, Dr Kelly B. Miller (aujourd'hui à la Brigham Young University) et Dr Quentin D. Wheeler (aujourd'hui au Muséum d'histoire naturelle de Londres), qui ont aussi nommé avec humour Agathidium bushi, et Agathidium rumsfeldi. Selon Miller et Wheeler, la dénomination des coléoptères a été faite pour rendre hommage aux figures politiques.